# Ghilji
De Ghilji (Pasjtoe: غلجي, ook wel gespeld als Ghilzai of Ghilzay (غلزی) vormen een van de twee stamconfederaties van de Pasjtoens. Hun traditionele thuisland strekt zich uit van Ghazni en Qalati Ghilji in Afghanistan in oostelijke richting tot delen van Khyber Pakhtunkhwa en Balochistan in Pakistan, maar ze vestigden zich ook elders, in andere delen van Afghanistan. De Ghilji stammen waarschijnlijk af van de middeleeuwse Khalaj, die tot de Turken worden gerekend. De Ghilji spreken meestal het centrale dialect van het Pasjtoe. De nomadische Kuchis behoren meestal tot de Ghilji.